# Ester Sabino
Ester Cerdeira Sabino (São Paulo, 1960) é uma imunologista, pesquisadora e professora universitária brasileira. Tornou-se conhecida devido ao sequenciamento do genoma do novo coronavírus.

## Percurso
É professora Titular do Departamento de Patologia da Faculdade de Medicina da Universidade de São Paulo, e pesquisadora do Laboratório de Parasitologia Médica. Formada em medicina pela Universidade de São Paulo em 1984, defendeu doutorado em imunologia em 1994, sob a orientação de Antonio Walter Ferreira.
Dentre os trabalhos com pesquisa, destaca-se em segurança transfusional, vírus da imunodeficiência humana, doença de Chagas, arboviroses, anemia falciforme, e SARS Cov-2
Em 6 de março de 2020, foi homenageada com uma personagem pela produção Mauricio de Souza por seu trabalho em sequenciar o genoma do novo coronavírus.
Em 04 de maio de 2022, a Professora Doutora Ester Cerdeira Sabino tomou posse como membro titular da Academia Brasileira de Ciências - ABC, durante uma cerimônia realizada no Museu do Amanhã, na cidade do Rio de Janeiro.A ABC é independente e sem fins lucrativos, destacando-se como sociedade científica honrosa, comprometida com temas cruciais para a sociedade e embasando políticas públicas.

## Covid-19
O grupo de pesquisadoras brasileiras, que inclui Sabino, conseguiu sequenciar em quarenta e oito horas, o que pesquisadores de outros países levam em média quinze dias para obter o mesmo resultado.
O sequenciamento descoberto é fundamental para conhecer o genoma e a diversidade do vírus, sendo importante tanto para o diagnóstico como para a formulação de vacinas e de respostas ao medicamento diante das mutações, segundo Ester. A pesquisadora ainda aponta que, em momentos críticos, quanto mais rápida a descoberta, mais fácil fica a vigilância e o trabalho de dar resposta à epidemia.
Além disso, Sabino defende a expansão da divulgação científica nacional e o fomento aos investimentos na produção científica do Brasil.

### Trajeto até trabalho como a Covid-19
Em uma entrevista conduzida em 14 de abril de 2020, a professora dividiu um pouco sobre seu caminho ate o seu trabalho com a Covid-19. Ela descreveu como sua experiência anterior com epidemias e pesquisas sobre arbovírus foi crucial para o desenvolvimento de sua pesquisa com o SARS-Cov-2. 
Após ingressar no Instituto de Medicina Tropical, ela começou a trabalhar com epidemias devido à emergência da Zika. Durante este período, ela colaborou com diversos grupos internacionais, principalmente na Inglaterra, por meio de um financiamento britânico para o sequenciamento de arbovírus. Sua equipe trabalhou junto ao Instituto Adolfo Lutz no estudo de epidemias de dengue, chikungunya, Zika e febre amarela.
Quando a pandemia de COVID-19 começou, sua equipe já possuía toda a estrutura para sequenciar o vírus da dengue, o que facilitou o processo de adaptação para sequenciar o SARS-CoV-2. Embora não tivessem trabalhado anteriormente com coronavírus, a experiência acumulada e a organização prévia permitiram que a equipe realizasse o sequenciamento do SARS-CoV-2 em um tempo recorde de 48 horas após a notificação do primeiro caso no Brasil.
Segundo a professora, o processo de sequenciamento do vírus é rápido, podendo levar entre 24 a 48 horas. O diferencial de sua equipe foi a antecipação e organização dos dados necessários, permitindo que estivessem preparados para realizar o sequenciamento imediatamente após a detecção do primeiro caso.

### O equipamento e a estrutura usados
O processo de sequenciamento do RNA do novo vírus começou com a extração do material genético, utilizando um aparelho avançado e portátil chamado MinION, desenvolvido no Reino Unido. Essa tecnologia revolucionária utiliza nanoporos para realizar a leitura do RNA e, em seguida, um computador monta o genoma completo a partir dos dados coletados. O trabalho foi feito de maneira rápida e eficiente, alcançando 96% do genoma em apenas 48 horas, e os resultados foram comparados com genomas de outros países. Essa análise revelou que os casos brasileiros de infecção por coronavírus tinham diferenças genômicas significativas
Ester Sabino desempenhou um papel crucial nesse processo. Como uma das cientistas responsáveis pelo estudo, ela esteve diretamente envolvida na análise e coordenação do trabalho, em colaboração com pesquisadores de Oxford e outras instituições. Além disso, foi graças a sua liderança que o equipamento MinION foi trazido ao Brasil. Durante um período de estudos no Reino Unido, ela e sua equipe descobriram maneiras de adaptar o dispositivo às condições locais. Eles desenvolveram métodos para reutilizar o chip do aparelho e para otimizar o sequenciamento de múltiplas amostras, reduzindo o custo dos testes de aproximadamente US$ 500 para valores entre US$ 20 e US$ 30. Essas inovações tornaram o processo mais acessível, especialmente em um contexto de corte de recursos e bolsas de pesquisa.
O trabalho liderado por Ester e sua equipe não apenas possibilitou a identificação do vírus de maneira mais econômica e eficiente, como também abriu portas para que as informações genéticas fossem compartilhadas globalmente. Com isso, foi possível contribuir para o avanço da saúde pública e da pesquisa científica em momentos de emergência, como pandemias. A dedicação dela e de sua equipe provou que a ciência brasileira tem capacidade para inovar e colaborar em escala internacional, mesmo enfrentando adversidades.

## Reconhecimento
Em 2021, foi criado, em sua homenagem, o Prêmio Ester Sabino para Mulheres Cientistas do Estado de São Paulo pela Secretaria de Desenvolvimento Econômico e a Academia de Ciências do Estado de São Paulo.  Recebeu a Medalha Armando de Salles Oliveira concedida pela Universidade de São Paulo por liderar as pesquisas do sequenciamento do genoma do novo Coronavírus no Brasil. 
Em 2024, ela foi premiada pela TWAS (The World Academy of Sciences for advancement of science in developing countries), uma organização ligada à UNESCO, demoninado '2026 TWAS Award in Medical & Health Sciences'. O prêmio foi concedido em reconhecimento às, suas "ilustres contribuições para o entendimento da história natural da doença de Chanas, epidemias virais e seguranca transfusional". Ela divide o prêmio com co-ganhador Bushra Ateeq da India por "atuar como pioneiro na caracterização molecular do cancer e terapias alternativas com potencial significativo."